# هوليا دارجان
هوليا دارجان (بالتركية: Hülya Darcan)‏ ممثلة تركية من مواليد 27 أبريل 1951 بمدينة إزمير، تركيا.
تعلمت في مدرسة كارتاش الثانوية، ثم توقفت عن الدراسة بعد تخرجها منها. ظهرت في السادسة عشر من عمرها فقط على غلاف مجلة تركية شهيرة سنة 1967، ما حذى بها للحصول على عروض سينمائية عديدة.
سنة 1971 التقت هوليا بالممثل والمخرج السينمائي التركي تانجو كوريل ليعقدا قرانهما سنة 1974 وأنجبا ابنتين الكبرى زينب 1977، عاشت لعدة سنوات في الولايات المتحدة تعمل مصمّمة أحذية وحقائب ومديرة أحد أكبر الفنادق في إسطنبول ، والصغرى بيرغوزار كوريل 1982 ممثلة اشتهرت بدور شهرزاد في المسلسل التركي ويبقى الحب الذي حظي بشعبية كبيرة ونسب مشاهدة عالية ما بين سنة 2006 و2009 في تركيا والعالم العربي وبلدان أوروبا الشرقية، وزوجة الممثل التركي خالد أرغنتش.

## أعمالها

### السينما
- 1970 : عصابة النساء (فيلم) [3]
- 1969 : Asrin Krali [4]

### التلفزيون
- 2014-2019 مسلسل قيامة أرطغرل
- 2012 - Dila Hanım
- 2012 - Leyla'nın Evi
- 2011 - Kalbim Seni Seçti
- 2010 - Samanyolu
- 2008 - ويبقى الحب (مسلسل)
- 2007 - Tutsak
- 2007 - Vazgeç Gönlüm
- 2006 - İyi ki Varsın
- 2005 - Zeytin Dalı
- 2004 - Büyük Yalan
- 2003 - Hırçın Menekşe
- 2003 - Baba
- 2002 - Zeybek Ateşi
- 1995 - Bizim Ev

## وصلات خارجية
- هوليا دارجان على موقع IMDb (الإنجليزية)
- هوليا دارجان على موقع قاعدة بيانات الفيلم (الإنجليزية)
- هوليا دارجن على موقع السينيما
- مشاركة هوليا دركان في المسلسل التركي درب التبانه Samanyolu
- البوم صور الممثلة التركية هوليا دركان
- صور هوليا دركان القديمة